# Burda, Bihor
Burda (maghiară Borda) este un sat în comuna Budureasa din județul Bihor, Crișana, România.

## Denominație și datare documentară
1588 Burda, 1851 Burda, 1913 Borda